# Цибилта
Цибилта (Цибильта) — село в Ботлихском районе Дагестана. Входит в состав сельского поселения Сельсовет «Андийский».

## География
Расположено в 8 км к северо-востоку от села Ботлих, на левом берегу реки Чанковская.

## Население
| 1926 | 1939 | 1970 | 1989 | 2002 | 2010 | 2021 |
| ---- | ---- | ---- | ---- | ---- | ---- | ---- |
| 90   | ↗138 | ↘105 | ↗221 | ↘31  | ↗46  | ↘18  |